# بيني غونزاليس
بيني غونزاليس (بالإنجليزية: Bennie Gonzales)‏ هو مهندس معماري أمريكي، ولد في 11 يونيو 1924 في فينيكس في الولايات المتحدة، وتوفي في 20 نوفمبر 2008 في نوغاليس في الولايات المتحدة.